# Zur Mühlen (Adelsgeschlecht)

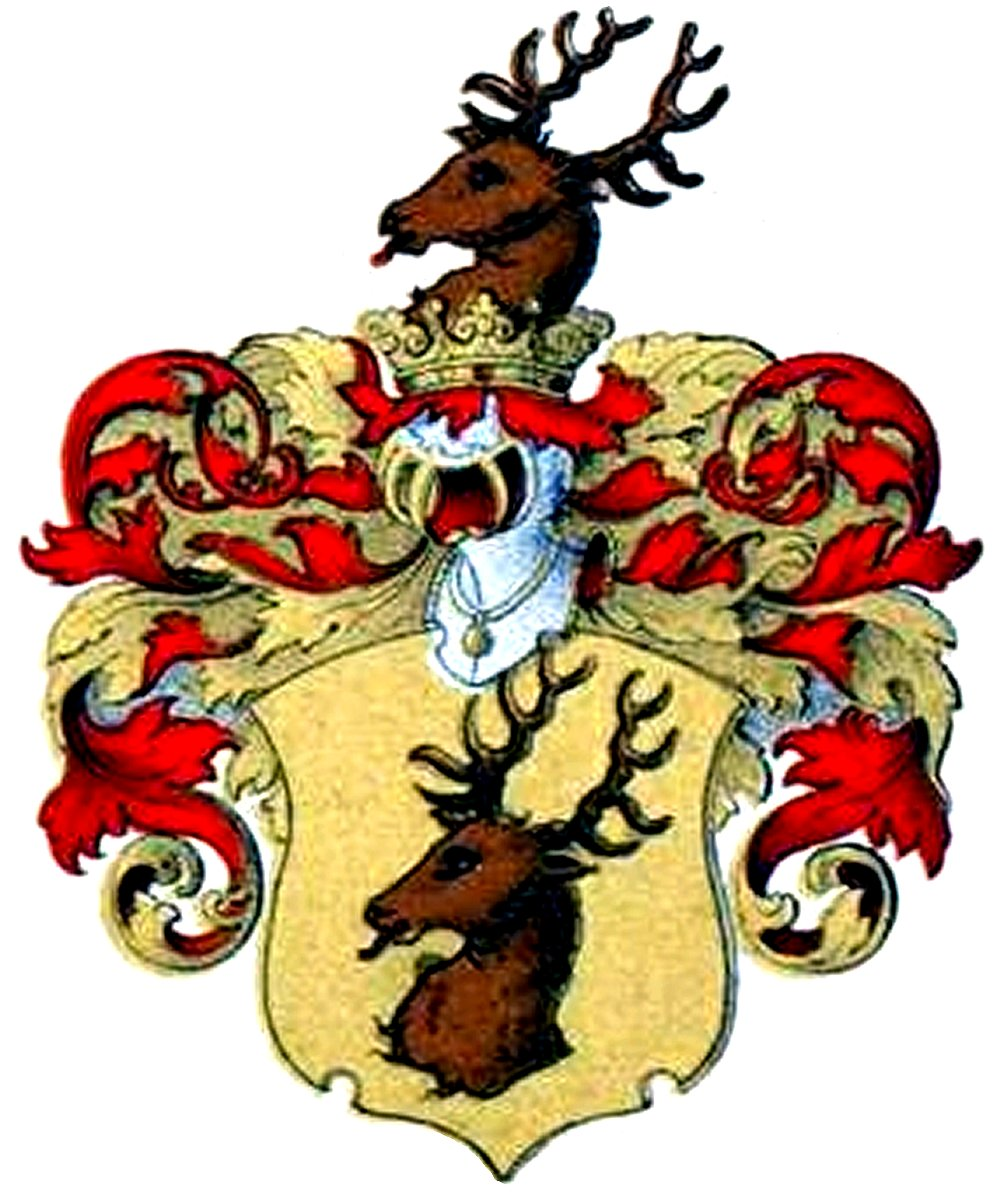
Wappen im Baltischen Wappenbuch (1882)

Von zur Mühlen ist der Name eines baltischen Adelsgeschlechts. Die von zur Mühlen gehören in den einzelnen Zweigen zu den Ritterschaften von Livland, Kurland, Estland und Oesel.
Sie sind nicht zu verwechseln mit den Geschlechtern von der Mühlen, von Mühlen oder dem westfälischen Adelsgeschlecht von und zur Mühlen sowie den bayerischen, ursprünglich französischen Grafen Du Moulin-Eckart, auch von der Mühle-Eckart genannt, die je anderen Ursprungs sind.

## Geschichte
Die Familiengeschichte und Stammreihe beginnt mit dem Auftauchen des Stammvaters Hermann thor Moelen (ca. 1505–1559) in Reval im Jahre 1532/33. Nachforschungen über seine Herkunft blieben bislang erfolglos. Sein Name verweist auf den niedersächsischen Raum westlich der Weser sowie auf die niederländischen Provinzen Overijssel und Gelderland als wahrscheinlichste Heimatregion. Für diese Vermutung spricht auch ein in seinen Briefen erwähnter Halbbruder Hendrik, der das Bürgerrecht der niederländischen Stadt Elburg besaß und im benachbarten Kampen an der Zuiderzee lebte. Neuere Hinweise auf das Vorkommen des Namens und der Hausmarke in Riga deuten die Möglichkeit an, dass Teile der Familie schon vor Hermann thor Moelen im baltischen Raum ansässig waren.
Hermann thor Moelen ließ sich als Kaufmann in Narwa nieder und betrieb von dort aus Fernhandel, bei dem seine Geschäftsbeziehungen im Westen bis Amsterdam und Antwerpen und im Osten bis Moskau reichten. Er erwarb das Bürgerrecht von Narwa und wurde 1539 Ratsherr und 1551 Bürgermeister von Narwa. Nach dem Ausbruch des Livländischen Krieges 1558, der mit der Beschießung Narwas begann, floh Hermann thor Moelen über Reval nach Lübeck. Auf einer Geschäftsreise nach Holland, auf der er vermutlich Außenstände eintreiben wollte, starb er 1559 in Amsterdam. Sein Grabstein in der Alten Kirche ist noch erhalten.
Zwei seiner Söhne kehrten in das inzwischen schwedisch gewordene Estland zurück und begründeten die bis etwa 1800 in Reval ansässige Ratsfamilie. Sie betrieben Fernhandel, erwarben Grundbesitz und nahmen bald wichtige Ämter ein. Fünf Generationen lang war die Familie im Revaler Rat vertreten und stellte drei Bürgermeister und mehrere Ratsherren. Im Laufe des 17. Jahrhunderts wurde die niederdeutsche Namensform durch die hochdeutsche zur Mühlen ersetzt.
In der ersten Hälfte des 18. Jahrhunderts teilte sich die Familie in drei Linien auf. Thomas zur Mühlen, der älteste Sohn des Revaler Bürgermeisters Hinrich zur Mühlen, ging zu Ausbildungszwecken nach Amsterdam, ließ sich dort endgültig nieder und begründete den niederländischen Zweig der Familie. Der jüngste Sohn, Cornelius zur Mühlen jun., begründete das später nach dem Stammgut benannte Haus Piersal. Der mittlere Sohn, der Revaler Bürgermeister Hermann Johann zur Mühlen, hatte sechs Söhne, von denen fünf ihrerseits Nachkommen zeugten und die übrigen fünf Linien der Familie begründeten. Sie und die jüngere Linie des Cornelius erlebten die sozialen Veränderungen der Familie, die sich mit der Nobilitierung am 15. Februar 1792 in Wien durch Kaiser Leopold II. und dem Wechsel in den Landadel ergaben.
Seit 1865 besteht ein Familienverband.

## Familienwappen
In Gold ein roter (naturfarbener) Hirschkopf mit Hals; auf dem Helm mit rot-goldenen Decken der Hirschkopf wachsend. Auf dem Grabstein des Stammvaters Hermann thor Molen in der Oude Kerk in Amsterdam wird ein frontaler Hirschkopf ohne Hals abgebildet. Die mit der Nobilitierung festgelegte heutige Wappenform ist bereits seit dem frühen 17. Jahrhundert nachweisbar. Andere Varianten des Wappens haben sich nicht durchgesetzt.

## Familienmitglieder
- Thomas zur Mühlen (1649–1709), Bürgermeister von Reval[3]
- Hinrich zur Mühlen (1686–1750), Bürgermeister von Reval[4]
- Hermann Johann zur Mühlen (1719–1789), Bürgermeister von Reval[5]
- Ferdinand von zur Mühlen (1788–1837), russischer Offizier, Träger des pour le merite[6]
- Wilhelm von zur Mühlen (1792–1847), russischer Generalmajor und Träger des Ordens Pour le Mérite
- Heinrich von zur Mühlen (1794–1864), russischer Generalleutnant, Ingenieurchef des Garde- und Grenadier-Korps[5]
- Arthur von zur Mühlen (1820–1900), estländischer Landrat und Präsident des Landratskollegiums[5]
- Friedrich von zur Mühlen (1827–1897), russischer Generalmajor[5]
- Ferdinand von zur Mühlen (1828–1906), estländischer Landrat und Präsident der Estländischen Adeligen Kreditkasse[5]
- Friedrich von zur Mühlen (1828–1907), deutschbaltischer Mediziner, wirklicher Staatsrat und Leibarzt der Großfürstin Helene Pawlowna[5]
- Hermann von zur Mühlen (1836–1910), öselscher Landrat und Präsident des Provinzialschulkollegiums[5]
- Rudolf Julius von zur Mühlen (1845–1913), deutschbaltischer Maler der Düsseldorfer Schule
- Max von zur Mühlen (1850–1918), deutschbaltischer Zoologe, Dirigent des Baltischen Fischereidistrikts[5]
- Raimund von Zur Mühlen (1854–1931), deutscher Tenor und Gesangslehrer
- Konrad von zur Mühlen (1868–1945), deutschbaltischer evangelischer Geistlicher, Propst der deutschen evangelischen Gemeinden in Estland und Herausgeber des Deutschen Kirchenblatts[5]
- Hellmut von zur Mühlen (1870–1924), deutschbaltischer Versicherungsmanager, Direktor der Estländischen Arbeiter-Unfall-Versicherungsgesellschaft[5]
- Harriet von zur Mühlen (1871–1919), evangelische Märtyrerin[7]
- Hermynia Zur Mühlen (1883–1951), österreichische Schriftstellerin und Übersetzerin
- Edith von zur Mühlen (1886–1977), deutschbaltische Malerin und Kunstpublizistin, verheiratete Edita Broglio
- Leo von zur Mühlen (1888–1953), o. Professor der Geologie an der TH Berlin-Charlottenburg, Direktor des Geolog. Instituts
- Heinrich von zur Mühlen (1908–1994), deutscher Ministerialbeamter, Direktor des Ostdeutschen Kulturrats
- Heinz von zur Mühlen (1914–2005), deutschbaltischer Historiker
- Bengt von zur Mühlen (1932–2016), deutscher Filmproduzent, zeitgeschichtlicher Autor u. Gründer d. Unternehmens Chronos Film
- Irmgard von zur Mühlen (* 1936), deutsche Dokumentarfilmerin und Regisseurin
- Bernt Ture von zur Mühlen (1939–2021), deutscher Buchwissenschaftler
- Patrik von zur Mühlen (1942–2023), deutscher Historiker
- Rainer von zur Mühlen (* 1943), deutscher Sicherheitsberater und -planer, Unternehmer und Herausgeber
- Jürgen zur Mühlen (* 1960), deutscher Konteradmiral
- Ilse von zur Mühlen (* 1962), deutsche Kunsthistorikerin
- Michael von zur Mühlen (* 1979), deutscher Opern- und Theaterregisseur